# Trzebicz
Trzebicz (deutsch: Trebitsch) ist ein Dorf in  der polnischen Woiwodschaft Lebus. Es ist der Stadt-und-Land-Gemeinde Drezdenko (Driesen) im Powiat Strzelecko-Drezdenecki angegliedert. Bis 1954 war Trzebicz Sitz einer selbständigen Gemeinde.

## Geographische Lage
Trzebicz (Trebitsch) liegt in der Neumark an der Netze (Noteċ), etwa sechs Kilometer südwestlich der Stadt Driesen (Drezdenko). Das Dorf ist über die Woiwodschaftsstraße 158 an das Straßennetz angebunden.
|  |

## Geschichte

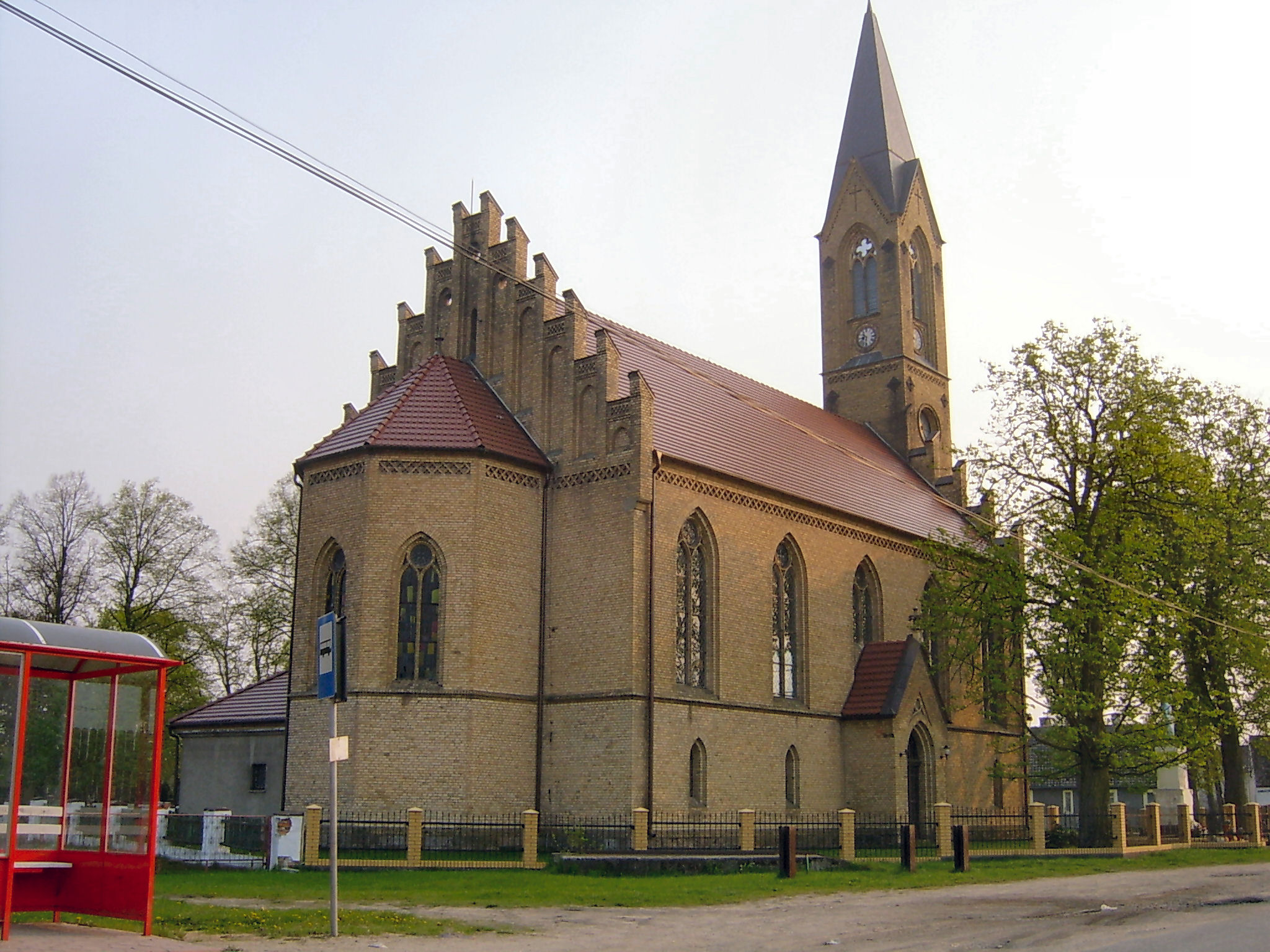
Trebitscher Kirche (bis 1945 evangelisch).

Der landwirtschaftlich geprägte Ort Trebitsch war eines der größten Dörfer des Kreises Friedeberg. 1608 wird Trebitsch unter den neun Ortschaften  aufgezählt, die zum Amt Driesen gehörten. Trebitsch hatte seinerzeit einen Lehnschulzen.
Bis 1945 gehörte Trebitsch zum Landkreis Friedeberg Nm., von 1816 bis 1938 im Regierungsbezirk Frankfurt der preußischen Provinz Brandenburg, von Oktober 1938 bis 1945 im Regierungsbezirk Grenzmark Posen-Westpreußen der Provinz Pommern. Zum 1. April 1939 wurde die benachbarte Landgemeinde Militzwinkel nach Trebitsch eingemeindet.

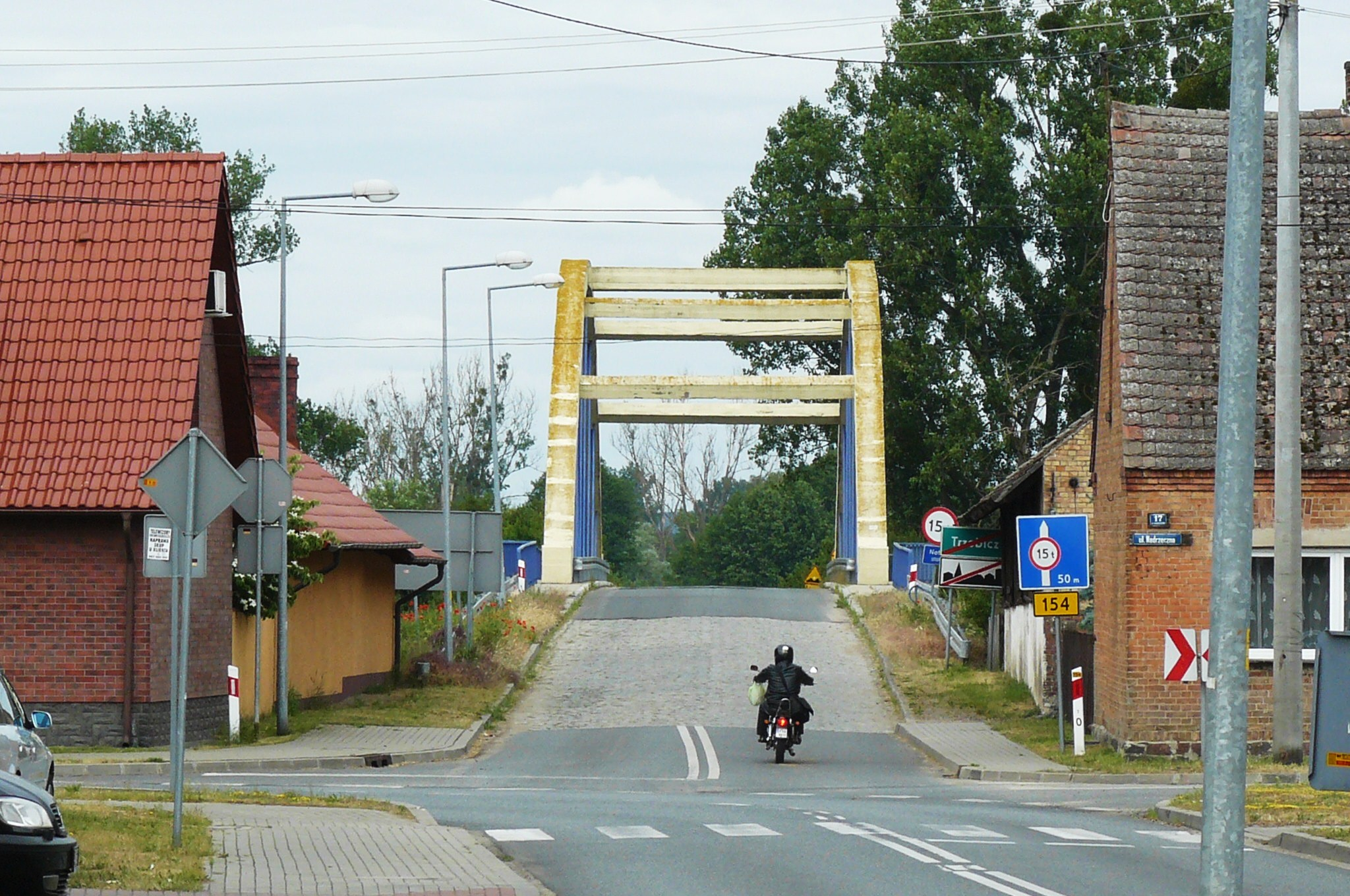
Netze-Brücke
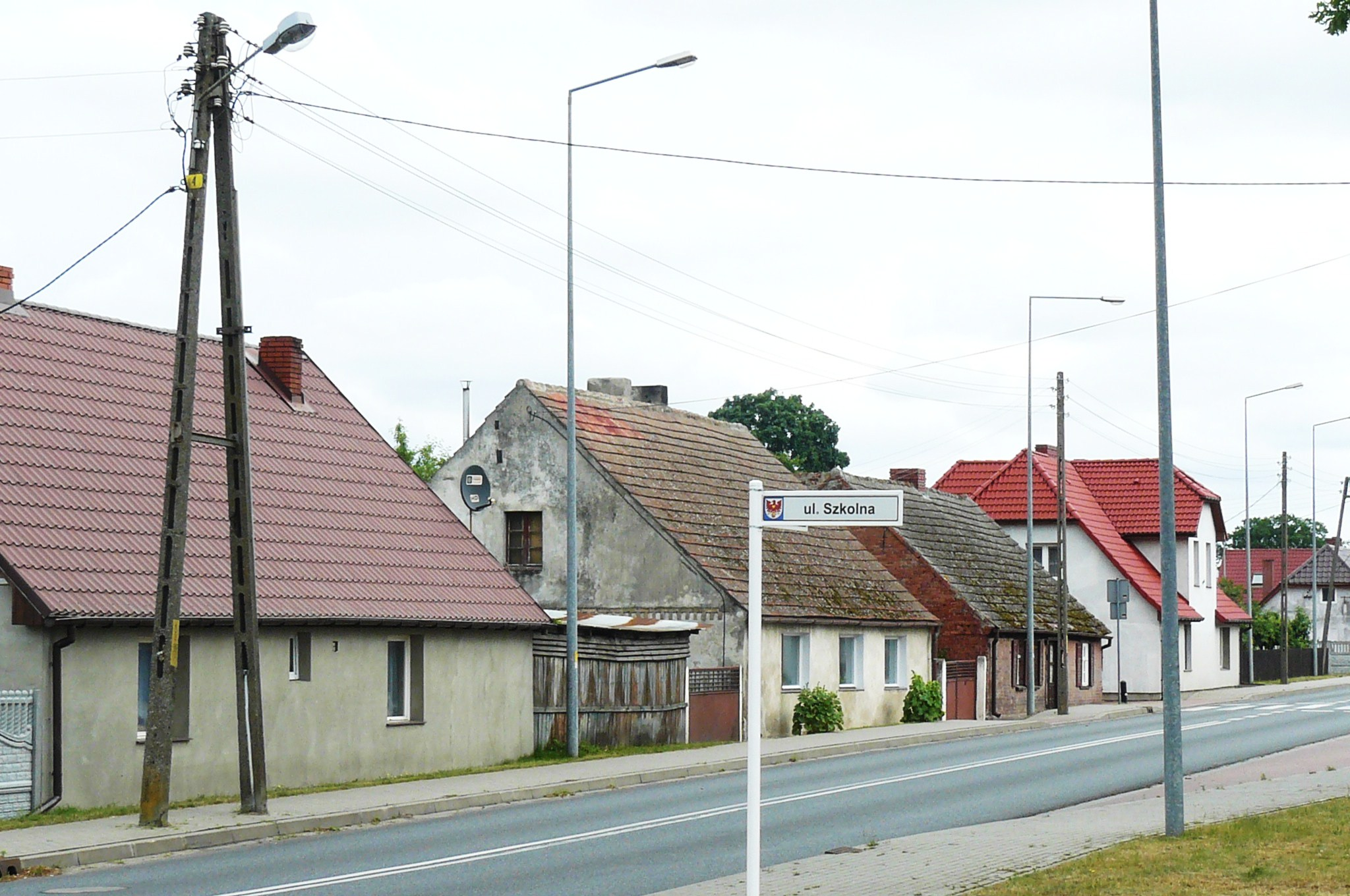
Straßenzug beim Ortszentrum

Gegen Ende des Zweiten Weltkriegs wurde die Region im Frühjahr 1945 von der Roten Armee besetzt. Bald darauf wurde Trebitsch unter polnische Verwaltung gestellt. In der Folgezeit wurden die Einheimischen vertrieben. Trebitsch wurde in Trzebicz umbenannt.

## Einwohnerzahlen
- 1804: 418[1]
- 1840: 718[1]
- 1858: 1.002, darunter ein Katholik[1]
- 1925: 1.624, darunter 18 Katholiken und zwei Juden[4]
- 1933: 1.625[5]
- 1939: 1.541[5]

## Gliederung der Ortschaft
Die Ortschaft besteht aus dem Hauptdorf sowie den Ortsteilen Trzebicz Młyn (Trebitschermühle) und Trzebicz Nowy (Trebitscherfeld).

## Öffentliche Einrichtungen
In Trzebicz befindet sich ein Katholisches Pfarramt und in Trzebicz Nowy das Staatliche Forstamt Lesnictwo Irena.

## Infrastruktur

### Bildung
Eine Grundschule befindet sich in Trebitsch, die benachbarte Stadt Drezdenko verfügt auch über eine Oberschule und ein Gymnasium.

## Persönlichkeiten
- Bodo Henke (* 1937), Maler und Bildhauer